# FA Cup 1924/25

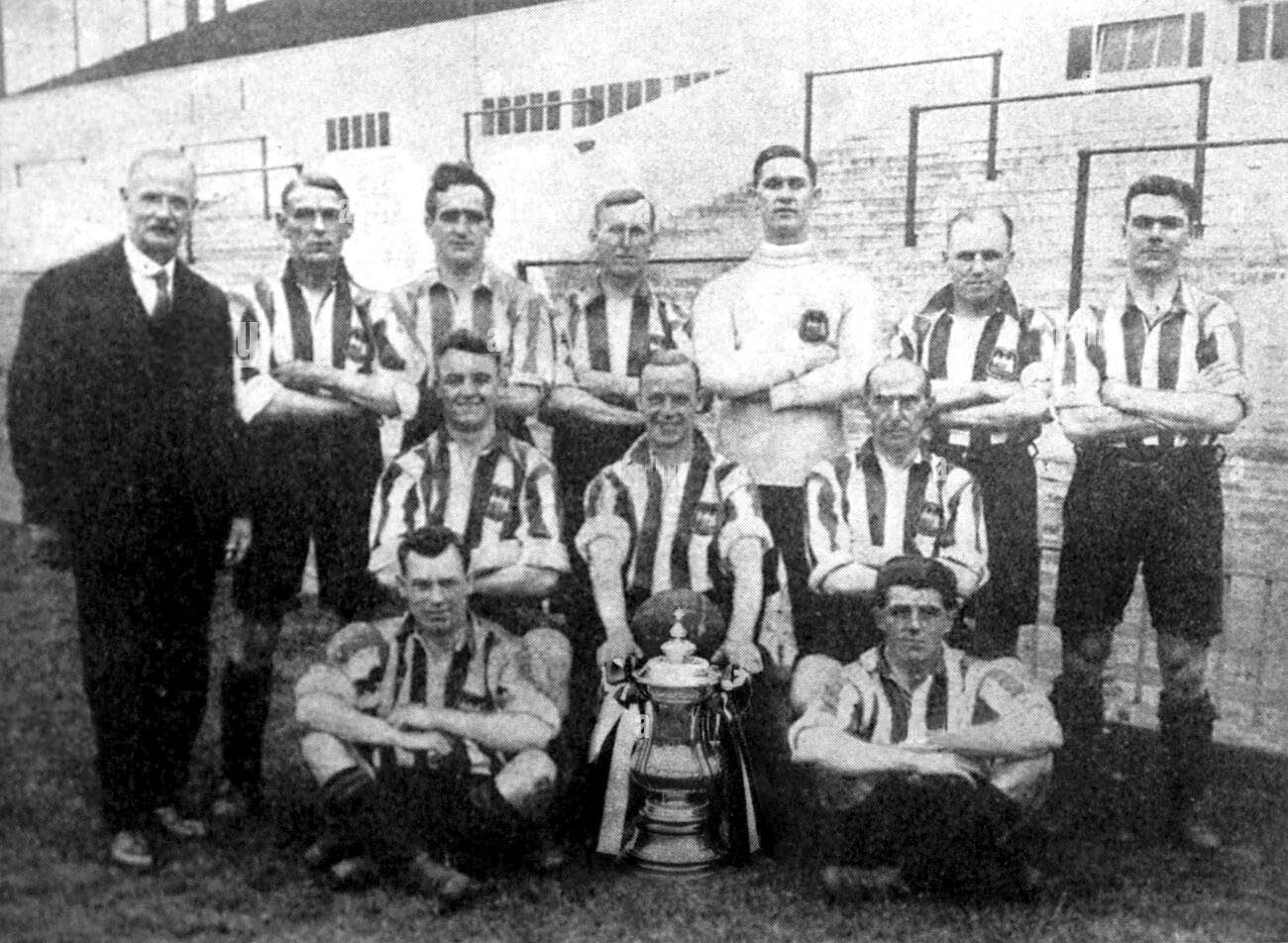
Die Siegermannschaft von Sheffield United im Jahr 1925.

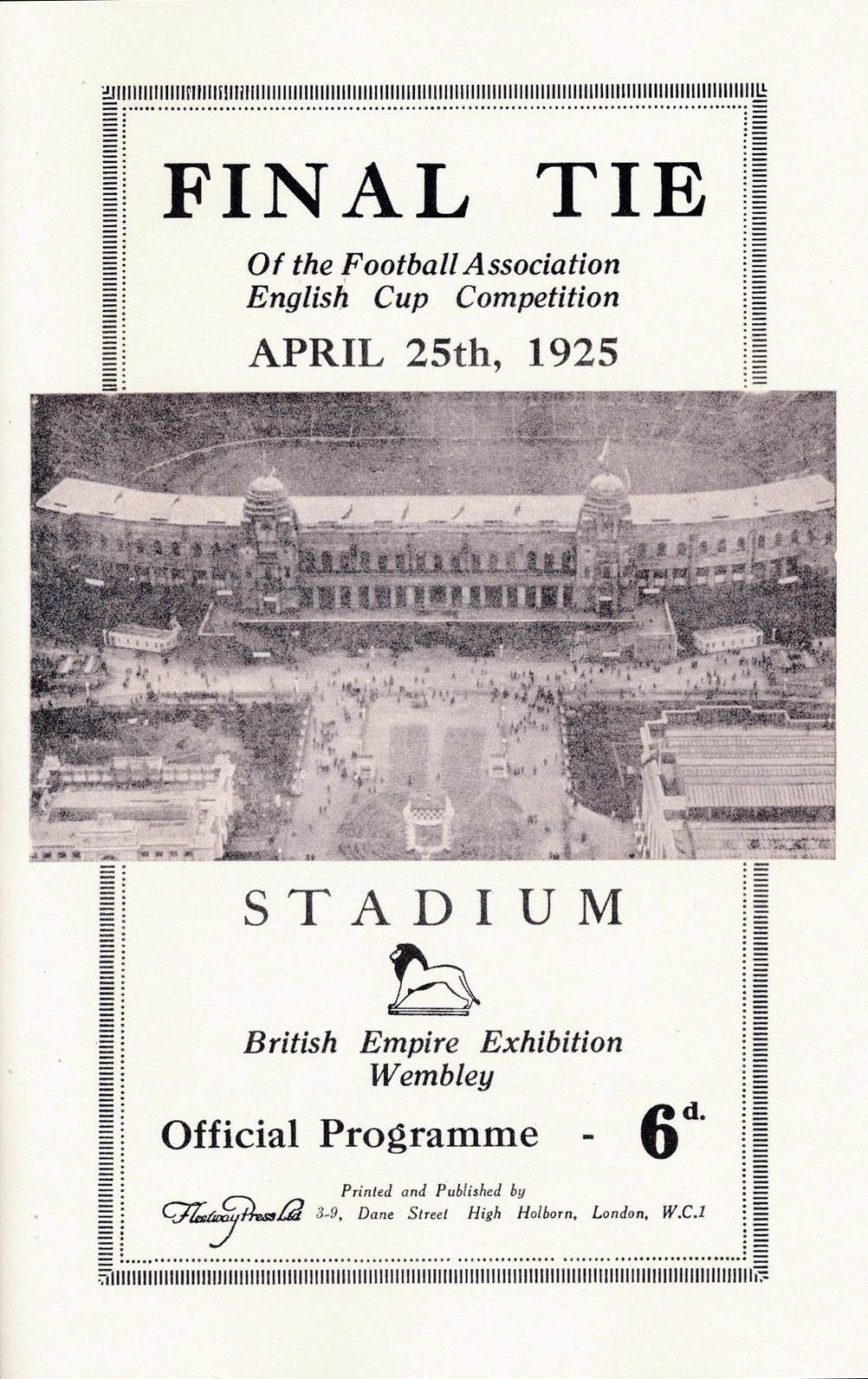
Das Spielprogramm des FA-Cup-Finals von 1925.

Der FA Cup 1924/25 war die 50. Austragung des The Football Association Challenge Cup (meist als FA Cup bekannt).
Der Pokalwettbewerb startete mit der Qualifikation zwischen dem 6. September 1924 und dem 31. Dezember 1924. Die Hauptrunde begann anschließend ab dem 10. Januar 1925 und endete mit dem Finale in Wembley in London am 25. April 1925 vor einer Kulisse von offiziell 91.763 Zuschauern. Sieger des Wettbewerbs wurde zum vierten Mal Sheffield United. Unterlegener Finalist war Cardiff City.

## Wettbewerb

### Erste Hauptrunde
| Datum           |                      | Ergebnis |                         |
| --------------- | -------------------- | -------- | ----------------------- |
| 10. Januar 1925 | Accrington Stanley   | 2:5      | FC Portsmouth           |
| 10. Januar 1925 | Aston Villa          | 7:2      | Port Vale               |
| 10. Januar 1925 | Birmingham City      | 2:0      | FC Chelsea              |
| 10. Januar 1925 | Blackburn Rovers     | 1:0      | Oldham Athletic         |
| 10. Januar 1925 | FC Blackpool         | 0:0      | AFC Barrow              |
| 10. Januar 1925 | Bolton Wanderers     | 3:0      | Huddersfield Town       |
| 10. Januar 1925 | Bradford Park Avenue | 1:0      | FC Middlesbrough        |
| 10. Januar 1925 | Bristol Rovers       | 0:1      | Bristol City            |
| 10. Januar 1925 | FC Bury              | 0:3      | AFC Sunderland          |
| 10. Januar 1925 | Cardiff City         | 0:0      | FC Darlington           |
| 10. Januar 1925 | Coventry City        | 0:2      | Notts County            |
| 10. Januar 1925 | Crystal Palace       | 2:1      | FC South Shields        |
| 10. Januar 1925 | Derby County         | 0:1      | Bradford City           |
| 10. Januar 1925 | Doncaster Rovers     | 1:2      | Norwich City            |
| 10. Januar 1925 | FC Everton           | 2:1      | FC Burnley              |
| 10. Januar 1925 | Hull City            | 1:1      | Wolverhampton Wanderers |
| 10. Januar 1925 | Leicester City       | 3:0      | FC Stoke                |
| 10. Januar 1925 | FC Liverpool         | 3:0      | Leeds United            |
| 10. Januar 1925 | FC Millwall          | 0:0      | FC Barnsley             |
| 10. Januar 1925 | Newcastle United     | 4:1      | Hartlepools United      |
| 10. Januar 1925 | Nottingham Forest    | 1:0      | Clapton Orient          |
| 10. Januar 1925 | Preston North End    | 4:1      | Manchester City         |
| 10. Januar 1925 | Queens Park Rangers  | 1:3      | Stockport County        |
| 10. Januar 1925 | Sheffield United     | 5:0      | Corinthian FC           |
| 10. Januar 1925 | The Wednesday        | 2:0      | Manchester United       |
| 10. Januar 1925 | Swansea Town         | 3:0      | Plymouth Argyle         |
| 10. Januar 1925 | Swindon Town         | 1:2      | FC Fulham               |
| 10. Januar 1925 | Tottenham Hotspur    | 3:0      | Northampton Town        |
| 10. Januar 1925 | FC Watford'          | 1:1      | Brighton & Hove Albion  |
| 10. Januar 1925 | West Bromwich Albion | 4:0      | Luton Town              |
| 14. Januar 1925 | FC Southampton       | 3:1      | Exeter City             |
| 14. Januar 1925 | West Ham United      | 0:0      | FC Arsenal              |

#### Wiederholungsspiele
| Datum           |                         | Ergebnis |                 |
| --------------- | ----------------------- | -------- | --------------- |
| 14. Januar 1925 | AFC Barrow              | 0:2      | FC Blackpool    |
| 14. Januar 1925 | Brighton & Hove Albion  | 4:3      | FC Watford      |
| 14. Januar 1925 | FC Darlington           | 0:0      | Cardiff City    |
| 15. Januar 1925 | FC Barnsley             | 2:1      | FC Millwall     |
| 15. Januar 1925 | Wolverhampton Wanderers | 0:1      | Hull City       |
| 19. Januar 1925 | Cardiff City            | 2:0      | FC Darlington   |
| 21. Januar 1925 | FC Arsenal              | 2:2      | West Ham United |
| 26. Januar 1925 | West Ham United         | 1:0      | FC Arsenal      |

### Zweite Hauptrunde
| Datum           |                      | Ergebnis |                        |
| --------------- | -------------------- | -------- | ---------------------- |
| 31. Januar 1925 | FC Barnsley          | 0:3      | Bradford City          |
| 31. Januar 1925 | Birmingham City      | 1:0      | Stockport County       |
| 31. Januar 1925 | Blackburn Rovers     | 0:0      | FC Portsmouth          |
| 31. Januar 1925 | Bradford Park Avenue | 1:1      | FC Blackpool           |
| 31. Januar 1925 | Bristol City         | 0:1      | FC Liverpool           |
| 31. Januar 1925 | Cardiff City         | 1:0      | FC Fulham              |
| 31. Januar 1925 | Hull City            | 3:2      | Crystal Palace         |
| 31. Januar 1925 | Newcastle United     | 2:2      | Leicester City         |
| 31. Januar 1925 | Nottingham Forest    | 0:2      | West Ham United        |
| 31. Januar 1925 | Notts County         | 4:0      | Norwich City           |
| 31. Januar 1925 | Sheffield United     | 3:2      | The Wednesday          |
| 31. Januar 1925 | FC Southampton       | 1:0      | Brighton & Hove Albion |
| 31. Januar 1925 | AFC Sunderland       | 0:0      | FC Everton             |
| 31. Januar 1925 | Swansea Town         | 1:3      | Aston Villa            |
| 31. Januar 1925 | Tottenham Hotspur    | 1:1      | Bolton Wanderers       |
| 31. Januar 1925 | West Bromwich Albion | 2:0      | Preston North End      |

#### Wiederholungsspiele
| Datum           |                  | Ergebnis |                      |
| --------------- | ---------------- | -------- | -------------------- |
| 4. Februar 1925 | FC Blackpool     | 2:1      | Bradford Park Avenue |
| 4. Februar 1925 | Bolton Wanderers | 0:1      | Tottenham Hotspur    |
| 4. Februar 1925 | FC Everton       | 2:1      | AFC Sunderland       |
| 4. Februar 1925 | Leicester City   | 1:0      | Newcastle United     |
| 4. Februar 1925 | FC Portsmouth    | 0:0      | Blackburn Rovers     |
| 9. Februar 1925 | Blackburn Rovers | 1:0      | FC Portsmouth        |

### Dritte Hauptrunde
| Datum            |                      | Ergebnis |                  |
| ---------------- | -------------------- | -------- | ---------------- |
| 21. Februar 1925 | Hull City            | 1:1      | Leicester City   |
| 21. Februar 1925 | FC Liverpool         | 2:1      | Birmingham City  |
| 21. Februar 1925 | Notts County         | 0:2      | Cardiff City     |
| 21. Februar 1925 | Sheffield United     | 1:0      | FC Everton       |
| 21. Februar 1925 | FC Southampton       | 2:0      | Bradford City    |
| 21. Februar 1925 | Tottenham Hotspur    | 2:2      | Blackburn Rovers |
| 21. Februar 1925 | West Bromwich Albion | 1:1      | Aston Villa      |
| 21. Februar 1925 | West Ham United      | 1:1      | FC Blackpool     |

#### Wiederholungsspiele
| Datum            |                  | Ergebnis |                      |
| ---------------- | ---------------- | -------- | -------------------- |
| 25. Februar 1925 | Aston Villa      | 1:2      | West Bromwich Albion |
| 25. Februar 1925 | Blackburn Rovers | 3:1      | Tottenham Hotspur    |
| 25. Februar 1925 | FC Blackpool     | 3:0      | West Ham United      |
| 25. Februar 1925 | Leicester City   | 3:1      | Hull City            |

### Vierte Hauptrunde
| Datum        |                  | Ergebnis |                      |
| ------------ | ---------------- | -------- | -------------------- |
| 7. März 1925 | Blackburn Rovers | 1:0      | FC Blackpool         |
| 7. März 1925 | Cardiff City     | 2:1      | Leicester City       |
| 7. März 1925 | Sheffield United | 2:0      | West Bromwich Albion |
| 7. März 1925 | FC Southampton   | 1:0      | FC Liverpool         |

### Halbfinale
Die beiden Spiele wurden am 28. März 1925 ausgetragen.
|                  | Ergebnis |                  | Ort        |
| ---------------- | -------- | ---------------- | ---------- |
| Cardiff City     | 3:1      | Blackburn Rovers | Nottingham |
| Sheffield United | 2:0      | FC Southampton   | London     |

### Finale
| Sheffield United                            | Sheffield United | Cardiff City | Cardiff City |
| ------------------------------------------- | --- | --- | ------------ |
| Sheffield United                            | \| Finale \| \| Samstag, 25. April 1925 in London (Wembley) \| \| Ergebnis: 1:0 (1:0) \| \| Zuschauer: 91.763 \| \| Schiedsrichter: Noel Watson \| \| Spielbericht \|                          | \| Finale \| \| Samstag, 25. April 1925 in London (Wembley) \| \| Ergebnis: 1:0 (1:0) \| \| Zuschauer: 91.763 \| \| Schiedsrichter: Noel Watson \| \| Spielbericht \|              | Cardiff City |
| Sheffield United                            | Charles Sutcliffe – Billy Cook, Ernest Milton – Harry Pantling, Seth King, George Green – David Mercer, Tommy Boyle, Harry Johnson, Billy Gillespie, Fred Tunstall Cheftrainer: John Nicholson | Tom Farquharson – Jimmy Nelson, Jimmy Blair – Harry Wake, Fred Keenor, Billy Hardy – Willie Davies, Jimmy Gill, Joe Nicholson, Harry Beadles, Jack Evans Cheftrainer: Fred Stewart | Cardiff City |
| Sheffield United                            | 1:0 Fred Tunstall (30.) | | Cardiff City |
| Finale                                      | | |              |
| Samstag, 25. April 1925 in London (Wembley) | | |              |
| Ergebnis: 1:0 (1:0)                         | | |              |
| Zuschauer: 91.763                           | | |              |
| Schiedsrichter: Noel Watson                 | | |              |
| Spielbericht                                | | |              |